# Benedikt Anton Friedrich von Andlau-Homburg

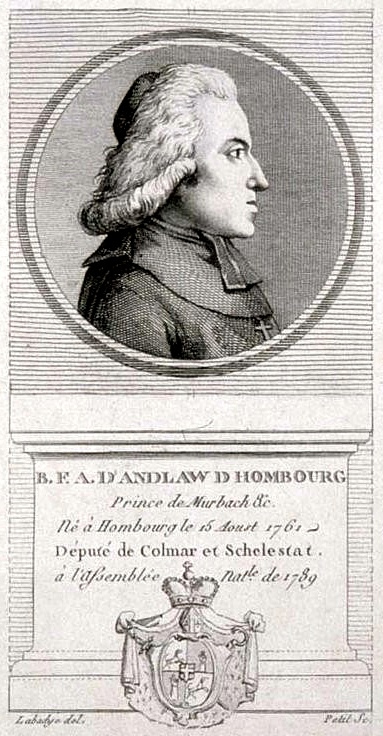
Benedikt Anton Friedrich von Andlau-Homburg

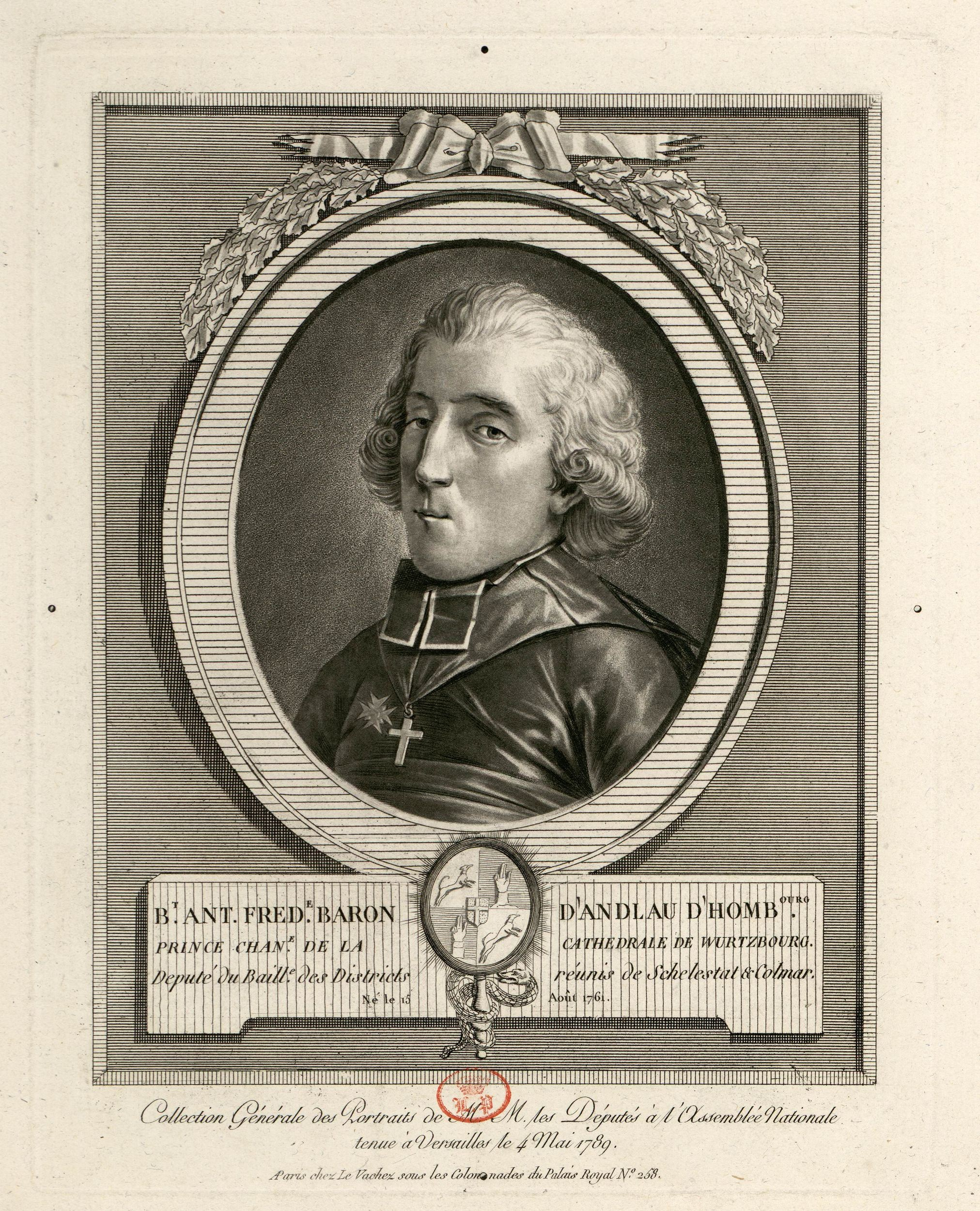
Benedikt Anton Friedrich von Andlau-Homburg

Benedikt Anton Friedrich von Andlau-Homburg (* 15. August 1761 in Homburg, Elsass; † 6. Juni 1839 in Eichstätt) war ein elsässischer Graf, Fürstabt von Murbach und Domkapitular in mehreren Diözesen.

## Familie
Er entstammte dem elsässischen Adelsgeschlechts der Grafen von Andlau und war der Sohn des französischen Generalleutnants Friedrich Anton Markus von Andlau-Homburg, sowie seiner Gattin Marie Katharina geb. von Ferrete (Pfirt) auf Carspach. Des Vaters Bruder Franz Heinrich Alexander von Andlau-Homburg († 1801) wirkte als Domkapitular und fürstbischöflicher Geheimer Rat in Eichstätt.

## Leben
Benedikt Anton Friedrich von Andlau-Homburg studierte in Straßburg, ebenso Jura an der Albert-Ludwigs-Universität Freiburg. Er trat in den geistlichen Stand ein und wurde am 17. Mai 1786 zum letzten Fürstabt des 1790 aufgehobenen Klosters Murbach gewählt; als Nachfolger des Kasimir Friedrich von Rathsamhausen.
1789 zog Andlau-Homburg, als Deputierter der Geistlichen für die Bezirke Colmar und Schlettstadt, in die Verfassunggebende Nationalversammlung ein. Nach Verabschiedung der Zivilverfassung des Klerus und dem 1791 erfolgten Verbot von  Papst Pius VI. dieses Gesetz anzuerkennen, verließ der Graf im gleichen Jahr Frankreich. 
Benedikt Anton Friedrich von Andlau-Homburg begab sich als Emigrant auf die rechte Rheinseite. Da er als Abt von Murbach auch Fürst des Heiligen Römischen Reiches, aber seiner Herrschaft beraubt war, bat er Kaiser Franz II. um Hilfe. Dieser setzte sich für ihn ein und Andlau erhielt 1793 eine Domherrenstelle in Basel, 1796 nahm man ihn dort als Domkapitular an. Durch päpstliche Provision erhielt der Graf 1795 ein Kanonikat am Domstift Eichstätt, 1800 wurde er Domkapitular in Würzburg, 1817 auch in Eichstätt.  
Spätestens ab 1814 lebte Andlau-Homburg in einem Eichstätter Domkapitelshof, der dort noch heute als Andlauer Hof bezeichnet wird. Der Domherr starb 1839 in Eichstätt und wurde auf dem Ostenfriedhof beigesetzt.
Seine Schwester Magdalena Katharina Josephine (1774–1848) war Kanonisse in Remiremont. Henriette Katharina Walpurga (1766–1813), eine weitere Schwester, hatte Franz Anton von Venningen (1763–1799), den Sohn des kurpfälzischen Regierungspräsidenten Carl Philipp von Venningen, geheiratet.
Der Jesuitenpater Karl Maria von Andlau-Homburg (1865–1935), Vertrauter des letzten österreichischen Kaisers Karl I. und seiner Gattin  Kaiserin Zita, war sein Großneffe.